# Crítica literaria

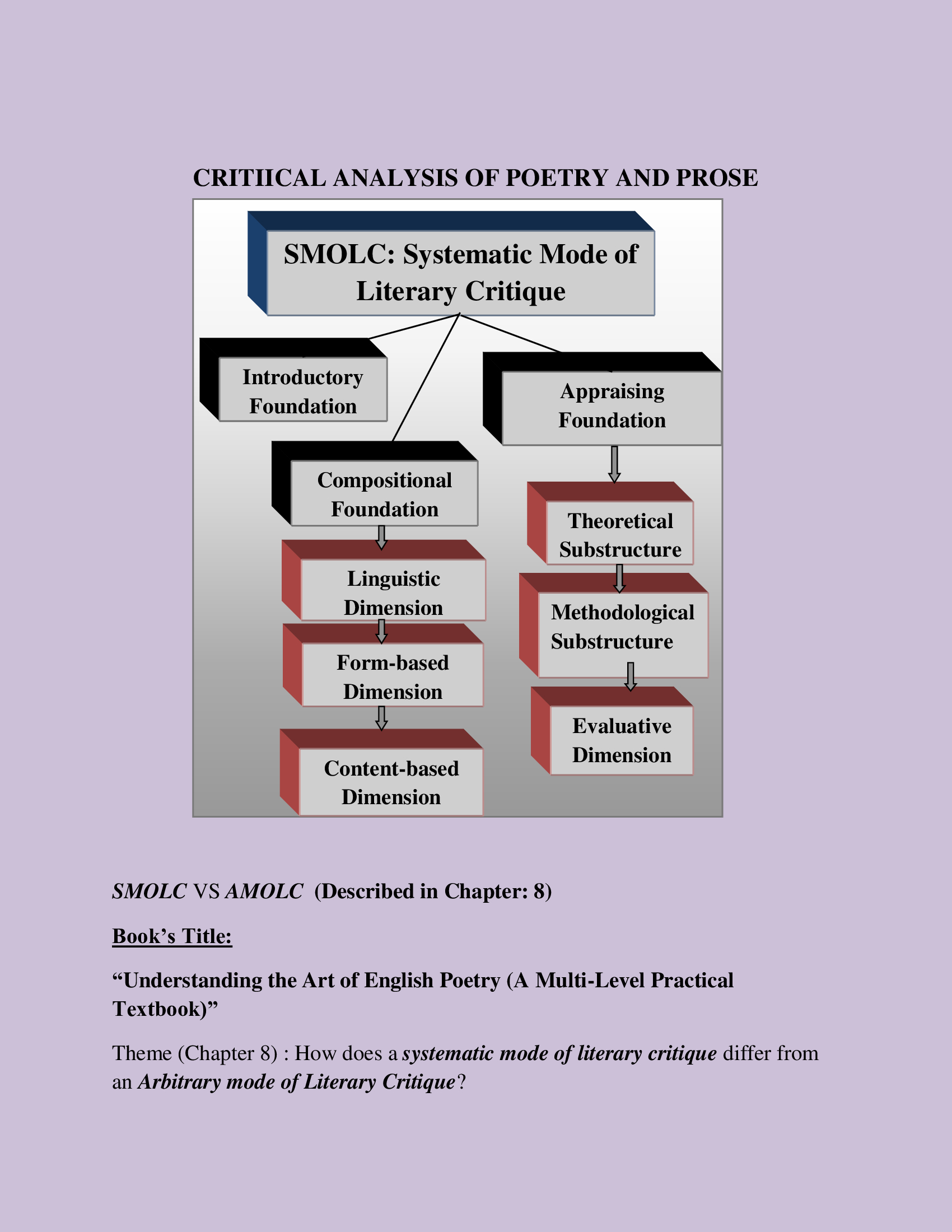
Desarrollo procedimental del análisis de la prosa y poesía como ente criticable y desglosable.

La crítica literaria (también, análisis literario) es, en términos de la ciencia humanística, una de las tres disciplinas de la ciencia de la literatura, aquella que desempeña una función dominantemente aplicativa sobre los textos, a diferencia de la teoría literaria y la historia literaria, si bien también existe una muy desarrollada «teoría de la crítica», que epistemológica y metodológicamente fundamenta o se propone la elaboración de la crítica directa o aplicada. La crítica literaria, que de manera natural se relaciona con la retórica, la poética y en general la teoría literaria, consiste propiamente en el ejercicio de análisis y valoración razonada de la literatura.
La crítica literaria es una disciplina y una actividad característicamente occidental, de origen griego, ligada a lo que suele denominarse humanismo filológico y, por otra parte, a la antigua historiografía y a la moderna filosofía del juicio. Se considera que la crítica nace ya grande, de igual modo que esto se entiende de la retórica o la poética en lo que se refiere sobre todo a los tratados aristotélicos. Su principal creador fue Dionisio de Halicarnaso, ya un virtuoso, entre otras cosas, del análisis estilístico y creador del método comparatista.
La cultura del Renacimiento y del humanismo renacentista dominantemente integró la crítica literaria en el quehacer más general e intenso de la filología, o bien de la retórica o las exégesis poetológicas del Quinientos y la crítica textual, nuevamente desarrollada como medio de recuperación del patrimonio clásico antiguo. La evolución manierista, y sobre todo la égida del Barroco, significó una apertura hacia fórmulas polémicas y de debate, peculiarmente en España, que de algún modo anuncian predisposiciones modernas. El siglo XVIII habría de significar, por su parte, al margen del remanente racionalista y neoclásico de la crítica concebida a partir del pensamiento ilustrado dogmático y su binomio verdad/error, tanto la aparición de la moderna prensa periódica y sus nuevos y agitados avatares críticos como el desarrollo de un pensamiento verdaderamente innovador a manos de la Ilustración y el Idealismo alemanes, entendidos ambos en amplio sentido y en correspondencia con la creación de la nueva historiografía y de la estética como disciplina autónoma.
Durante el siglo XX la crítica literaria tuvo un ingente y complejo desarrollo, en medida importante condicionado por la dispersión de la estética, el dominio de la lingüística y, con esta, los nuevos positivismos estructurales y formalistas, frecuentemente de elaboración ahistórica y al margen de la tradición humanística. Las evoluciones y nuevas implantaciones de los sociologismos, relativismos y nuevas formas del nihilismo contemporáneo puede decirse que dieron fin al gran ciclo estructural y formalista que caracterizó progresivamente el siglo XX. Todo ello ya ha sido sometido a análisis y a fuerte crítica. Sea como fuere, se trata de una época de extraordinaria producción crítica en diversos sentidos y entre cuyas grandes aportaciones se encuentran aquellas por completo ajenas a las modas y corrientes dominantes. En este sentido es de considerar un buen número de personalidades intelectuales de primer orden en los campos contiguos de la filosofía, la filología y la literatura, así Theodor Adorno, Erich Auerbach, Walter Benjamin, Benedetto Croce, Ernst Robert Curtius, José Lezama Lima, Alfonso Reyes, Paul Valéry o Karl Vossler.

## Clases o géneros de la crítica literaria
Existen dos grandes géneros de crítica literaria: la que se propone como proyecto el rigor metodológico y científico (incluyendo en esta tanto la crítica directa o aplicada como la teoría de la misma), y aquella otra que establece la propia subjetividad de su punto de vista o su carácter ya polémico, "militante" (según designación ya tradicional) o bien informativo. En cierta medida, y al margen de la ardua cuestión metodológica, el aspecto que separa estas dos clases es el papel del gusto inmediato en la capacidad de análisis. Esto se relacionaba, sobre todo durante el siglo XVIII, la época de creación de la crítica moderna, con una de las funciones primordiales de la crítica periodística y de la crítica en general: educar el gusto del público así como, preferentemente durante el siglo XX y en nuestro tiempo, atender a una nueva situación de la cultura literaria y sus posibilidades de difusión o publicísticas.
Con grado de especificidad propia también existe la llamada "crítica impresionista", que expone las apreciaciones de lectura constituyéndose asimismo de algún modo en creación de arte verbal, gracias a la cual la elaboración artística supera o al menos se equipara al propósito del rigor analítico o interpretativo. En estos casos (así Baudelaire, Wilde, «Azorín»), la obra crítica acaso permita conocer más profundamente al propio crítico que al objeto de análisis, o cuando menos equiparadamente a ambos. Ejemplarmente estudió Alfonso Reyes el concepto de crítica impresionista y en general la dimensión completa de esta ineludible problemática crítica y literaria tanto desde el punto de vista de la creación como de la reflexión metodológica y sus consecuencias.

## Tendencias y escuelas delsigloXX
Tradicionalmente, siguiendo el racionalismo y de hecho también la antigua doctrina de la Retórica fielmente transmitida, la función de la Crítica era no solo analizar sino además exponer, junto a los logros o aciertos, las deficiencias o fallos, lo que falta en una obra o constituye su o sus deficiencias. La Estética forjó una Crítica filosóficamente asentada y atenta al problema del juicio y consecuentemente al valor o la valoración. Los puntos de vista de la Crítica literaria, sus metodologías, desde luego pueden ser muchos, muy distintos y hasta contradictorios, o bien eclécticos, y dependen en buena parte de la cultura y la ciencia dominante en cada época. Ahora bien, durante el siglo XX convivió junto al pensamiento crítico o teórico general y libre una gran tendencia fundada en las propuestas cientificistas. Las metodologías utilizadas, en diferente y sucesivo grado de pervivencia, pueden ser enumeradas como positivista, historicista, filosófica, hermenéutica, procedentes del siglo XIX, o sencillamente tradicionales y filológicas, o bien de otro lado psicológica, sociológica, formal y estructuralista, o la llamada estética de la recepción, entre las tendencias más difundidas y que responden básicamente a multiplicados grupos o corrientes. Muy diferentes escuelas dentro de la Estética y sobre todo la teoría de la Crítica literaria e incluso la Lingüística han estudiado la literatura y el hecho literario en el siglo XX, desde el formalismo ruso, la semiológica, la Estilística (alemana y española e incluso francesa, ya idealista, descriptiva, además de genética, funcional o estructural), la Escuela de Fráncfort, el más modesto new criticism, el marxismo, el psicoanálisis, la sociocrítica, en general el estructuralismo y sus proyecciones sucesivas, la narratología, la lingüística del texto, y en último término los varios sectores del llamado postestructuralismo, la pragmática literaria, la neorretórica, la deconstrucción, el neohistoricismo, y diversos sociologismos (a veces ya muy alejados de la entidad literaria). Ahora bien, es de subrayar asimismo la existencia de una excelente gama de autores no característicamente adscribibles a los grupos y sectores, sobre todo académicos, que han proliferado durante el siglo XX. Todos estos sectores y escuelas han sido objeto de amplia bibliografía y, notoriamente, han tenido en común importantes grados de difusión e internacionalización, por otra parte en natural correspondencia con los usos académicos y las posibilidades de transmisión característicos de la segunda mitad del siglo XX.
Han existido secularmente, desde la antigüedad y hasta nuestro tiempo algunas importantes líneas de investigación de la Crítica literaria que se ocupan de las relaciones de la literatura con otras disciplinas, otros lenguajes y formas de expresión artística o incluso otras realizaciones culturales o científicas. Así, conocidos estudios de la más diversa índole entre no ya diferentes literaturas muy alejadas entre sí, sino acerca de pintura y literatura o música, cine, etc. Se trata de las consecuciones tradicionales y renovadas de la Comparatística, de las realizaciones de la Literatura comparada, amplia gama metodológica que desde luego atañe de hecho al conjunto de la Ciencia de la literatura (no solo a la Crítica) y en general a las relaciones determinables entre las Ciencias humanas y las Artes.

## La Crítica literaria en España
Naturalmente, la crítica literaria se ha ejercido en España distinguidamente en coincidencia con el auge de toda renovación cultural, estética o artística importante. Así el Prerrenacimiento (Marqués de Santillana) y el Renacimiento (Cristóbal de Castillejo), por ejemplo tuvieron sus críticos y teóricos, como los tuvo el Barroco y el llamado Culteranismo, el Romanticismo, el Realismo, el Naturalismo, el Modernismo, las corrientes de la Vanguardia histórica y las escuelas y tendencias críticas del siglo XX.

### Siglo de Oro
Probablemente el primer texto sustantivo en este sentido sea la Carta e proemio al Condestable don Pedro de Portugal de don Íñigo López de Mendoza, Marqués de Santillana. Como tema ocasional ocupa la crítica una parte significativa del Diálogo de la lengua de Juan de Valdés. Durante el Siglo de Oro se mezcla con frecuencia la crítica literaria con la preceptiva retórica y poética, o la glosa de obras consideradas ya entonces clásicas, como el Laberinto de Fortuna de Juan de Mena o la obra de Garcilaso de la Vega, comentados por Francisco Sánchez de las Brozas y el segundo además por Fernando de Herrera, lugares clave de la historia de la ciencia literaria en España. La crítica no se puede olvidar que fue también temática constante en Miguel de Cervantes, y su presencia es decisiva en el Don Quijote o en el poema el Viaje del Parnaso, aparte otros textos del alcalaíno, y se encuentra por otra parte en obras como el Laurel de Apolo de Lope de Vega, o asociado a la sátira como en La República literaria de Diego de Saavedra Fajardo, y a la teoría poética en la obra importantísima de El Pinciano e incluso en las de Francisco Cascales. El gran momento artístico y literario español, el Conceptismo, o el Barroco conceptista, tuvo a su mayor teórico en Baltasar Gracián, con Agudeza y arte de ingenio, cumbre europea, en sentido propiamente crítico que encontró en los intereses de los comentaristas y detractores de Luis de Góngora un gran campo de actividad. También existió abultado y acalorado debate con motivo del contraste advertido entre las fórmulas teatrales aristotélicas y el liberador teatro clásico español tal como fue estatuido en el Arte nuevo de hacer comedias en este tiempo (1609) por Lope de Vega.

### SiglosXVIIIyXIX
Al siglo XVIII corresponde la creación de la prensa de carácter moderno que dará cauce a los criterios y escuelas principalmente de raigambre ilustrada. El Diario de los literatos fue sin duda el ejemplo más relevante de la amplia gama de publicaciones periódicas de la época. Junto a la crítica literaria satírica frecuentada por notables autores de la Ilustración (así, en general, José Francisco de Isla, Juan Pablo Forner o José Cadalso), existió una serie de posiciones y autores igualmente notables de sentido más objetivista (así José María Blanco White, Leandro Fernández de Moratín, Pedro Estala o José Marchena). Los autores estéticos e historiográficos importantes, entre ellos sobre todo los jesuitas expulsos a Italia, es decir Esteban de Arteaga, el musicólogo Antonio Eximeno y, en especial, Juan Andrés, el creador de la Historia universal y comparada de la literatura echan las bases, frecuentemente de manera no reconocida, de la Crítica del siglo XIX.
Mediado el siglo XIX tuvo lugar la creación de la Estética española por el filólogo y crítico Manuel Milá y Fontanals, acción proseguida por su discípulo Marcelino Menéndez Pelayo mediante la invención de la Historia de las ideas gracias a su Historia de las Ideas estéticas. Este importantísimo proyecto resulta de la bien perfilada integración de Estética, Filología, Teoría literaria y Crítica. Por su parte, Francisco Giner de los Ríos fue el ideador, a través de la reformulación de la Estética de Krause, de la escuela estética y crítica alternativa a la de Milá, representada a través de la Institución Libre de Enseñanza y la escuela krausista.
El siglo XIX español produjo una variada gama de muchos matices para la crítica. Son de recordar autores tan dispares y destacados como Alcalá Galiano, el cervantista Diego Clemencín, Emilio Castelar, José Canalejas, Emilia Pardo Bazán, Juan Valera, Manuel Cañete, Manuel de la Revilla, Rafael Altamira, sin duda muestra de una gran riqueza de criterios y combinan o alternan frecuentemente la crítica de sesgo académico o incluso teorética y la crítica militante. Leopoldo Alas, célebre con el sobrenombre de Clarín, fue sin duda el más influyente y temido crítico de su época. Por su parte, el antecitado y eminente filólogo Marcelino Menéndez Pelayo, asimilador de historiografía y crítica, concebía esta en tanto que integral; sus gustos clasicistas y su interpretación de juventud prioritariamente tradicionalista influyeron problemática y decisivamente en el aprecio de la multiforme realidad literaria española, al tiempo que representa la más completa y rigurosa base, entre otras cosas, de la Poesía hispanoamericana y en general de la historiografía y la crítica de la literatura española, sin el cual pudiérase decir que éstas no hubiesen alcanzado en modo alguno el estadio de conocimiento con que se nos ha legado.

### ElsigloXX
El siglo XX tiene por fundamentador de la Crítica en España a otro gran filólogo, y de una u otra manera discípulo de Menéndez Pelayo, esto es Ramón Menéndez Pidal, hombre intelectualmente allegado a la Generación del 98 y plena y notabilísimamente asimilado al campo de la Gramática histórica, junto a la cual rigurosamente incorpora historiografía cultural y literaria y medievalismo filológico teniendo como resultado una labor crítico-literaria de primer rango, que también alcanzó al Siglo de Oro y sin duda es base de lo que se ha dado en llamar la Escuela Española de Filología. Entre los autores literarios de la referida Generación del 98, quizás sea de recordar en primer término José Martínez Ruiz, que ejerció la crítica impresionista en obras como Al margen de los clásicos entre otras muchos escritos allegables. Miguel de Unamuno hizo valer una crítica singular y constante mediante multitud de artículos y en libros de gran relieve, en particular Vida de don Quijote y Sancho. Ocupan un indiscutible lugar en el elenco de los críticos independientes, José Ramón Lomba de la Pedraja y Eduardo Gómez de Baquero, más conocido como Andrenio. Entre los miembros del llamado Novecentismo destaca en primer término Eugenio d'Ors, uno de los más importantes críticos de arte de la Europa del siglo XX, así como los muy dispares y excelentes Ramón Pérez de Ayala (Las máscaras, Nuestro Séneca y otros ensayos), Rafael Cansinos Asséns, José María de Cossío, Américo Castro, Ramiro de Maeztu, Andrés González-Blanco, Juan Ramón Jiménez, José Ortega y Gasset, este último de aspiración más teórica que crítica en obras como Ideas sobre la novela, La deshumanización del arte o Meditaciones del Quijote.
Los escritores de la Generación del 27, generación de profesores, fueron tanto poetas como críticos de la más variada preferencia. Fueron notables críticos Pedro Salinas (La poesía de Rubén Darío, 1948, Literatura Española. Siglo XX, 1941), Luis Cernuda (Estudios sobre poesía española contemporánea 1957 o Poesía y literatura, I y II 1960 y 1964), y especialmente Dámaso Alonso, cuya contribución más importante fue la prolongación y renovación, junto a Amado Alonso, de una escuela de crítica literaria española, la Estilística, en conexión con la estilística idealista (Karl Vossler, Leo Spitzer) de la romanística alemana y la estética italiana de Benedetto Croce, proyecto del cual sin embargo diríase que finalmente abdicó incorporándose a la influencia norteamericana ya muy representada en las ediciones por él patrocinadas en Editorial Gredos. Pero también, aun de muy distinta naturaleza, fueron críticos muy leídos o relevantes Enrique Díez Canedo, José María de Cossío, Federico de Onís, Guillermo de Torre, Guillermo Díaz-Plaja, entre otros muchos y vinculados a diversos sectores académicos o artísticos. Está por valorar monográficamente la crítica literaria de diversos autores importantes y dispares que cruzan el medio siglo, como José Bergamín y Gerardo Diego, y sobre todo de las generaciones posteriores, así José Manuel Blecua, Emilio Orozco Díaz, Joaquín Casalduero, Carlos Clavería, Alonso Zamora Vicente, Martín de Riquer, Mariano Baquero Goyanes, Gonzalo Sobejano, Carlos Bousoño o José María Valverde. Hasta el presente, la aproximación historiográfica más general a esta rica gama de escuelas e invidualidades continúa siendo la aún modesta de Emilia de Zulueta (progresivamente en 1966 y 1974).
Durante buena parte de la segunda mitad del siglo XX, las escuelas estructuralistas y formalistas, al igual que en el resto de Europa, desempeñaron en España una función predominante. Otra cosa es qué juicio haya de hacerse de los logros y la final descomposición de las mismas y en general de la crítica de esa época. Por ello es preciso advertir que se encuentra igualmente por escribir, más allá de ciertos trabajos, sobre todo descriptivos y cronológicamente restringidos, la historia de la crítica española del siglo XX. Otro tanto cabría decir además en sentido ampliamente europeo y occidental.
Crítica literaria periodística. En último término, conviene hacer referencia, en amplio sentido, a la crítica literaria periodística española del último tercio del siglo XX, época en que adquiere una estabilidad y una dedicación especializada muy superior a la de anteriores épocas, y en cuyas filas han militado autores naturalmente muy diversos como Antonio Iglesias Laguna, Félix Grande, Rafael Conte, José María Castellet, Andrés Amorós, Miguel García-Posada, Ángel Basanta, Juan Antonio Masoliver Ródenas, Leopoldo de Luis,  Basilio Gassent, Joaquín Marco, Santos Sanz Villanueva o Ricardo Senabre (estos últimos también autores de crítica académica), entre otros muchos. Algunas revistas (Ínsula, Leer, Quimera, etc.) y suplementos literarios de periódicos (El Cultural, Cultural, Babelia etc.) se han dedicado, a veces parcial o sesgadamente pero siempre con criterio informativo y de servicio cultural, a la crítica literaria y artística de actualidad,  o "inmediata", según la denominación utilizada por Senabre.

## La Crítica literaria en la América hispánica
La crítica literaria se ha ejercido en Hispanoamérica en consonancia con la crítica política y cultural desde tiempos de la Conquista de América y la época colonial o virreinal hasta nuestro tiempo. Naturalmente, la crítica hispanoamericana ha estado influida por las principales corrientes filosóficas, estéticas y artísticas del mundo español y europeo, ya sea el Renacimiento, el Barroco y el llamado Culteranismo, el Romanticismo, el Realismo y el Naturalismo, el Modernismo y las corrientes de la Vanguardia histórica, así como las diferentes escuelas metodológicas y de pensamiento del siglo XX.

### La época virreinal
Es de observar que en los primeros Cronistas de Indias la crítica aparece aunque de forma embrionaria: desde la polémica intelectual de Fray Bartolomé de las Casas con Gonzalo Fernández de Oviedo y Juan Ginés de Sepúlveda sobre la humanidad de los indios, en virtud de interpretaciones jurídicas y teológicas. Polémicas similares produjeron textos en los que la crítica literaria es ejercida como instrumento retórico para la argumentación jurídica e histórica. Entre las obras sustantivas en este sentido se encuentra Apuntamientos y anotaciones sobre la historia de Paulo Jovio (El Antijovio), escrito en 1567 por Gonzalo Jiménez de Quesada, fundador de Bogotá, en contra del obispo florentino Paulo Jovio. En el mismo sentido, pero de una manera mucho más específica, es de reconocer la aportación del Inca Garcilaso de la Vega, quien en 1605 dio a conocer en Lisboa La Florida del Inca, en la que defendió la legitimidad de imponer en América la soberanía española para someter los viejos imperios indígenas a la jurisdicción cristiana.
En paralelo al Siglo de oro en España, durante el periodo colonial o virreinal con frecuencia se mezclan crítica literaria y preceptiva retórica y poética, al igual que la sátira, notablemente en relación con obras incluso ya tenidas entonces por clásicas, como es el caso de Luis de Góngora. A este propósito hay que mencionar a Fernando Fernández de Solís y Valenzuela (pariente de Pedro de Solís y Valenzuela, el autor de El desierto prodigioso) por su comedia teatral Laurea crítica (Bogotá, 1629), que contiene burlas de la "secta culterana". En su momento, el poeta Hernando Domínguez Camargo, defendió el estilo culterano o gongorino en su Invectiva apologética, publicada en Madrid en 1675. Dentro del acalorado debate sobre el estilo culterano y el juego conceptista, sobresale Sor Juana Inés de la Cruz con su Carta atenagórica (1690), en contra del sermón del obispo portugués Antonio Vieira, y en defensa de que los dogmas y las doctrinas fueran producto de la interpretación humana, la cual requiere el uso conceptuoso y del ingenio. Un año más tarde, en marzo de 1691, como contrarréplica al obispo de Puebla (Manuel Fernández de Santa Cruz, quien la había atacado con el pseudónimo de Sor Filotea de la Cruz), compuso Sor Juana su correspondiente "Respuesta a Sor Filotea de la Cruz".

### ElsigloXIX
Durante el siglo XIX la crítica literaria hispanoamericana acompañó a la crítica política sirviendo de apoyo a los movimientos de Independencia de España y de creación de las nuevas repúblicas. En principio, representa relevantemente la nueva opción crítica Andrés Bello, cuya tesis de grado, escrita en latín en la Real y Pontificia Universidad de Caracas en 1800, Sólo el análisis tiene eficacia para producir ideas claras y exactas (1800), es una crítica a la Logique (1780) de Condillac, de quien además tradujo Arte de escribir con propiedad (1824). Desde su exilio en Londres, entre 1811 y 1829, Bello conoció la naciente romanística alemana que daba cuenta de la formación filológica de los Estados-nacionales, y estudió el Poema del Cid con el fin de comprender la dinámica del caudillismo en la fragmentación imperial hispana desde una perspectiva jurídica (del Derecho Romano), así como también desde una perspectiva filológica con el fin de entender el papel del idioma español en la construcción de las nuevas repúblicas.
De ahí su Gramática de la lengua española para uso de los americanos (1847) y su redacción del primer Código civil (para el caso de Chile), así como sus comentarios a la obra de escritores clásicos: Homero, Ovidio, Horacio. El ejemplo filológico-jurídico de Bello influyó en la crítica literaria, principalmente en Rufino José Cuervo y Miguel Antonio Caro, quienes igualmente se aplicaron al estudio de la literatura latina y de algunos clásicos del Siglo de Oro español desde la lingüística comparada. En el caso de Cuervo, además de sus Apuntaciones críticas sobre el lenguaje (1867), hay análisis literarios sobre varios clásicos castellanos en su gran e inacabado Diccionario de construcción y régimen; en el caso de Caro tanto su traducción de la Eneida como sus ensayos reunidos en Estudios virgilianos (1865-1883).
En la obra del argentino Domingo Faustino Sarmiento, especialmente en Las ciento y una (1853), serie de epístolas dirigidas a Juan Bautista Alberdi, el comentario de textos y la crítica literaria en sí obtiene un gran estilo prosístico. De modo similar, Juan Montalvo accede, en su novela-ensayo Capítulos que se le olvidaron a Cervantes (publicada póstumamente en 1892), a un discurso crítico de carácter narrativo o imaginativo. Ahora bien, hacia 1882 José Martí, en su prólogo al Poema del Niágara (1882), del venezolano José Antonio Pérez Bonalde, somete a crítica la alteración que la nueva sociedad mercantil ejerce sobre los paradigmas tradicionales de interpretación y autoridad intelectual. Es de recordar, por otra parte, que Baldomero Sanín Cano fue de los primeros divulgadores o comentadores de Nietzsche en el mundo hispano.  Por su parte, Manuel González Prada, autor de Páginas libres. Horas de lucha (1894), incorpora a la crítica literaria las corrientes filosóficas del anarquismo de entonces, que influirá en José Carlos Mariátegui.

### ElsigloXX
Frente al positivismo decimonónico, reductor de la Crítica a sociología, como frente al conservadurismo excesivo que la había reducido a preceptiva, José Enrique Rodó renueva la disciplina en tanto rama de la estética y esta última a su vez como parte esencial de la filosofía, primero mediante los dos opúsculos de la Vida Nueva, El que vendrá (1897) y el estudio sobre Rubén Darío (1899), después en los artículos reunidos en El mirador de Próspero (1913), que no solo comentan la obra de Montalvo, Clarín y Menéndez Pelayo, sino además reflexionan acerca de la importancia de incorporar los géneros ensayísticos y didácticos a la enseñanza de la literatura como paso básico para una epistemología literaria y una pedagogía justa que no descuide la estética.
Por último, en "La facultad específica del crítico" (póstumo de 1933), Rodó manifiesta que Ariel (1900) y Motivos de Proteo (1909), que tanta influencia tendrán en los ensayistas posteriores, deben reconocerse como obras de un crítico literario.  
Con toda probabilidad, el más influyente crítico literario de la primera mitad del siglo XX hispanoamericano es Pedro Henríquez Ureña. En sus ensayos Horas de estudio (1905) y En la orilla: mi España (1922) ya advierte el nacimiento de la estilística; en Seis ensayos en busca de nuestra expresión (1928) incluso orienta un sentido general hispanoamericano, y en dos libros: Las corrientes literarias en la América Hispana (1941) e Historia de la cultura en la América hispana (1949) da cuerpo por primera vez a la entidad literaria de Hispanoamérica. Henríquez Ureña fue mentor de Alfonso Reyes. Por su parte, tanto la teoría estética de José Vasconcelos, como la diseminada obra teórica de Vicente Huidobro, el más notable creador de teoría poética vanguardista en lengua española, presentan relevantes elementos de crítica.
Alfonso Reyes posee una producción de tal dimensión humanística, como filólogo clásico, crítico, historiador, americanista, prosista artístico e incluso poeta, que le convierte en la figura intelectual hispanoamericana seguramente de mayor envergadura. En tanto que crítico literario teórico, y en razón de la capacidad epistemológica que lo sustenta, es sin duda uno de los más importantes autores del siglo XX, no hispanoamericano sino en conjunto de la cultura occidental. Así lo atestiguan obras como La experiencia literaria y, sobre todo, El deslinde. Prolegómenos a la teoría literaria. Junto a la independencia intelectual y la potencia epistemológica de El Deslinde, Reyes supo desplegar también una crítica aplicada imaginativa que llegará a influir en Jorge Luis Borges. Reyes, que fue posgraduado de Filología en el Centro de Estudios Históricos de Madrid (1914-1920), se interesó asimismo por la crítica textual. En 1920 ya había hecho una versión en prosa del Poema de Mío Cid, estudiado los clásicos del Siglo de Oro y editado parte de la poesía de Góngora, cuyo redescubrimiento anuncia a los autores de la Generación del 27.
Sin Reyes no sería explicable la obra crítica de Octavio Paz, quien en realidad arranca de El deslinde para su reflexión sobre la poesía moderna en El arco y la lira (1956), siendo de recordar asimismo El laberinto de la soledad (1950), uno de los ensayos mejor elaborados por la crítica político-cultural de México.
La única figura crítica parangonable a Reyes es la del neobarroco cubano José Lezama Lima. Además de profundo poeta y prosista es autor de crítica aplicada de primer rango y a su vez el mayor pensador estético hispanoamericano, penetrantemente antimoderno, formado en la antigua tradición filosófica europea. Compuso en cinco capítulos La expresión americana (1957), obra en que se cruza la originalidad crítica con la estética aplicada. Acaso su mayor y más ambicioso proyecto sea aquel que laberínticamente dejó para reconstruir al lector o la crítica futura, la reflexión estético-literaria metafísica elaborada mediante ensayos de asombrosa y esencialista complejidad técnica conceptual.
Entre los críticos literarios hispanoamericanos de la segunda mitad del siglo XX, al margen de otros relevantes, probablemente sean imprescindibles Mariano Picón Salas, Enrique Anderson Imbert, Antonio Cornejo Polar, Ángel Rama, Beatriz Sarlo, Josefina Ludmer, Raúl Castagnino, Antonio Alatorre, Rafael Humberto Moreno-Durán, Guillermo Sucre, Roberto Fernández Retamar, Rafael Gutiérrez Girardot, Noé Jitrik, Adolfo Castañón, Emir Rodríguez Monegal, Grínor Rojo; así como otros muy diversos más o menos destacados: Hernando Téllez, Jaime Alazraki o Christopher Domínguez Michael.